# Солдайська єпархія

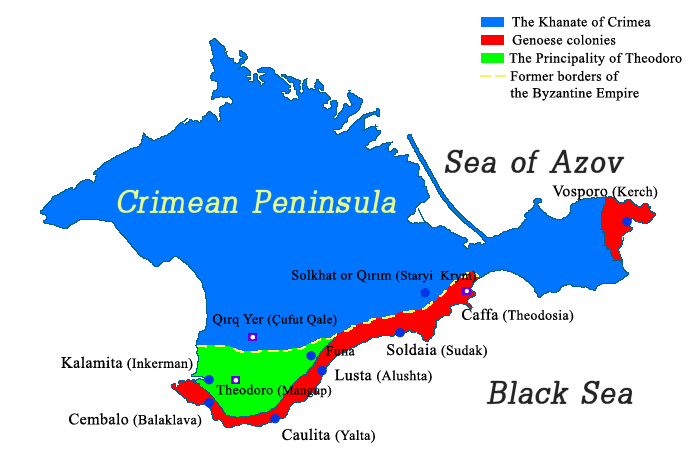
Генуезькі володіння (червоного кольору) «Газарія» в Криму в XV ст.

Солдайська єпархія (лат.: Dioecesis Soldaiensis) — закрита кафедра та титульний центр Католицької Церкви.

## Історія
Солдая, що відповідає місту Судак у Криму, була колонією з XIV століття, спочатку Венеції, а потім, з 1365 року, у Генуї. Тут була зведена єпархія латинського обряду, яка збереглася до османської окупації міста в 1475 році.
З 1933 року Солдая входить до числа титульних єпископських престолів Католицької Церкви; місце було вакантним з 29 листопада 1971 року.

## Хронотаксис

### Єпископи
- Боніфаціо † (19 серпня 1393 р. - ? помер)
- Джованні Грінлоу, OFM † (18 вересня 1400 р. - ? )
- Людовіко, OP † (? - 15 грудня 1427 призначений єпископом Чембало)
- Августин з Каффи, OP † (23 липня 1432 р . - ? помер)
- Джованні ді Пера, OP † (9 липня 1456 - ? помер)
- Леонардо Вісбах, OP † (6 жовтня 1480 р . - ? помер) [1]

### Титулярні єпископи
- Йосиф Роман (Мартинець), ЧСВВ † (10 травня 1958 - 29 листопада 1971 призначений єпархом св. Івана Хрестителя з Куритиби в українців)

## Пов'язані елементи
- Сугдейська архієпархія

## Зовнішні посилання
- [{{{1}}} Солдайська єпархія] // Catholic-Hierarchy.org. ed. David M. Cheney. 1996-2013. Revised: 16 March 2013.

- (англ.) La diocesi nel sito di www.gcatholic.org
- (англ.) Sudak, Encyclopedia of Ukraine, edizione online